# Copris rebouchei
Copris rebouchei är en skalbaggsart som beskrevs av Edgar von Harold 1869. Copris rebouchei ingår i släktet Copris och familjen bladhorningar. Inga underarter finns listade i Catalogue of Life.